# 回憶三部曲
《MEMORIES》（回忆三部曲）是一部於1995年上映，由大友克洋总監修的日本动画电影。該片以森本晃司的《她的回忆》、岡村天齋的《最臭兵器》、及大友克洋的《大炮之街》三部曲的形式制作。总长110分钟。並在1995年12月23日在日本上映。
該電影曾獲藝術文化振興基金資助，並參加東京國際奇幻電影節。

## 主要制作人员
- 監製、总监督：大友克洋
- 主题曲：石野卓球（日语：石野卓球）
- 編輯 - 瀬山武司（日语：瀬山武司）
- 音響監督 - 藤野貞義（日语：藤野貞義）
- 製作人- 杉田敦、鮫島文雄、水尾芳正、田中栄子、井上博明
- 制作：マッシュルーム、オニロ、STUDIO 4℃
- 配给：松竹
- 制作：萬代影視、松竹、讲谈社

## 《她的回忆》
《她的回憶》（彼女の想いで、Magnetic Rose）。描写2092年的宇宙空间中漂浮的神秘遇难船上发生的故事。原作为大友克洋的同名短篇漫画。
从题名MEMORIES⇔她的回忆之间的关系可以看出，这是『MEMORIES』的主打作品。出现很多枪战画面、即使使用的是和『AKIRA』类似的技术，但與如今以数位製作動画的潮流下相比也毫不逊色。
制作人员
- 原作：大友克洋
- 導演：森本晃司
- 編劇、設定：今敏
- 角色设计、作画监督：井上俊之
- 音乐：菅野洋子
- 动画制作：STUDIO 4℃

配音
- 海因茲：磯部勉
- 米蓋：山寺宏一
- 伊娃：高岛雅羅
- 伊凡诺夫：饭塚昭三
- 青島：千葉繁
- 艾蜜莉：长谷川亚美
- 安娜：沢海阳子
- 机器人：柊美冬（日语：柊美冬）
- A氏：平野正人（日语：平野正人）
- 坂口哲夫（日语：坂口哲夫）
- 大场真人

## 《最臭兵器》
《最臭兵器》（最臭兵器、Stink Bomb）。围绕吸入绝密的科学药品（兵器）的一个青年的讽刺喜剧作品。不存在漫画的原作。
原本大友打算請川尻善昭執導，但因故未能實現，因此川尻於此單元中掛名監修。被认为是充分表现大友的黑色幽默的作品之一。充分表现作为舞台的日本山梨县环境。动画中也充满了大友克洋式的动作要素、特别是中盘的导弹发射场景。
| 制作人员 - 原作、脚本、角色原案： 大友克洋 - 监督：冈村天斋 - 角色设计、作画监督：川崎博嗣 - 机械设计、机械作画監督：仲盛文 - 音乐：三宅纯 - 监修：川尻善昭 - 动画制作：Madhouse 配音 - 田中信男：堀秀行 - 韮崎：羽佐間道夫 - 本部长：大塚周夫 - 镰田：阪脩 - 大前田：绪方賢一 - 美军将校：大塚明夫 - 奶奶：京田尚子 - 医生：石森达幸 - 咲子：藤井佳代子 - 美树：神代知衣 - 同僚：曾我部和恭 - 隊長：岛田敏 - 播音员：小野英昭 - 干部：田中亮一、岸野幸正 - 通信兵：佐藤浩之、大滝近矢 - 驾驶员：巻島直樹 - 信男的弟弟：岩永哲哉 - 护士：中村尚子 - 记录员：新田三士郎 - 美军士兵：森ステファン | 陸上自衛隊 - 90式戰車 - 74式戰車 - 89式裝甲戰鬥車 - 87式自走高射炮 - 87式偵察警戒車 - 73式吉普車 - 高機動車 - 73式中型卡車 - 81式短程地對空飛彈車 - 82式指揮通信車 - 75式自走多管火箭 航空器 - AH-1S眼鏡蛇反戰車直升機 - UH-1H休伊運輸直升機 - OH-6D卡尤塞觀察直升機 - CH-47JA直升機 航空自衛隊 - F-15J戰鬥機 - F-4EJ改戰鬥機 海上自衛隊 - 朝霧型護衛艦 - 高月型護衛艦 - 初雪型護衛艦 - 親潮級潛艦 - MH-53E海龍掃雷直升機 美國海軍 - MH-53E海龍運輸直升機 - SH-60海鷹反潛直升機 |

## 《大炮之街》
《大炮之街》（大砲の街、Cannon Fodder）是描写只为了发动炮击而建设成的街道中，少年（和他的家人）在一天内的活动的作品。本作也不存在漫画的原作。
这部被评价为大友克洋特别用功做成的作品、并被认为成为后作『蒸汽男孩』的原点。
用与其他两部不同的独特视角描写的动画，可以说是大友克洋的世界观的象征。虽在制作中使用了电脑设计、但在全篇中只切换了一次镜头的超长镜头效果的实现只要是靠以往的技术、可以作为动画制作数字化的过渡期模拟·动画技术的成果之一。
制作人员
- 监督、原作、脚本、角色原案、美術：大友克洋
- 角色设计、作画监督：小原秀一
- 技术设计：片淵須直
- 音乐：長嶌宽幸
- 动画制作：STUDIO 4℃

配音
- 少年：林勇
- 父亲：山田俊司
- 母亲：山本圭子
- 老师：仲木隆司
- 指挥官：中村秀利
- 给弹长：福田信昭
- 旋回手：江川央生
- 瞄准手：佐藤正治
- 天气预报：佐藤藍（日语：さとうあい）
- 车站广播：长嶝高士、石川洋昭（日语：石川ひろあき）、喜多川拓郎（日语：喜多川拓郎）
- 士兵： 田中和実（日语：田中和実）、園部啓一、鈴木勝美
- 男：盐屋浩三、河合义雄
- 女：峰敦子、大友洋子、巴菁子

## 評價
2001年，Animage雜誌將《回憶三部曲》列為100部最偉大動漫作品的第68位。 《回憶三部曲》這部電影得到了積極的評價，三個故事中的每一個都受到了不同程度的歡迎。《她的回憶》通常被認為是最好的一集，動漫網站Meta-Review 和 THEM Anime 的評論家表示：「僅此一集就讓這部電影值得一看。」動漫學院認為該部作品「從頭到尾的純粹交響樂，儘管僅有四十五分鐘的片長，但從動畫到故事情節的各個方面仍然可以與最偉大的動漫作品相提並論」，DVD Talk的約翰·沃利斯（John Wallis）稱其為“一個偉大的開場作品，一個關於愛情、失落、令人難以忘懷的心碎、恐怖、寒冷且強烈感人的故事。《她的回憶》也被Homemademech的馬克麥克弗森視為「科幻奇蹟」，並稱讚劇中的對話和對於天體物理學的現實呈現。 來自Mania.com的克里斯·貝弗里奇（Chris Beveridge）認為這個故事「在某種程度上已經完成了」。
相較於《她的回憶》，《最臭兵器》和《大炮之街》的評論就顯得不太受歡迎。THEM動漫評論家Carlos Ross表示，“其他兩個作品並不完全等同於《她的回憶》具有的卓越性。McPherson 提到《最臭兵器》時表示：「该集高于普通动画水平，但与三部曲中其他劇集相比是最弱且缺少創意的一集。」Anime Jump的乍得克萊頓認為《大炮之街》「毫無與前兩部電影的複雜性相匹配。」然而，《最臭兵器》仍然因其喜劇元素和高品質的視覺效果而受到稱讚。《大炮之街》被DVD Talk視為「就其寓言資訊而言最強的作品」，SciFi.com的塔莎·羅賓遜（Tasha Robinson）將《回憶三部曲》的三部作品描述「相當出色」，並聲稱整部電影遠遠超出了令人難忘的範圍。

## 关联條目
- STUDIO 4℃
- 石野卓球（日语：石野卓球）（OP·ED主题曲提供）
- 轟天高校生
- 短暫和平